# Đại học Quốc gia Kharkiv
Đại học Quốc gia Kharkiv, cũng được gọi Đại học Quốc gia Karazin Kharkiv, (tiếng Ukrainia: Харківський національний університет імені Каразіна) là trường đại học tại Kharkiv, một trong những trường đại học lớn ở Ukraina và sớm được thành lập dưới thời Đế quốc Nga và Liên Xô. Trường được thành lập năm 1804 nhờ các nỗ lực của Vasyl Karazin, (trường được đặt tên theo tên của ông), đã trở thành trường đại học cổ thứ hai của Ukraina sau Đại học Lviv.
Trong các học giả có liên quan tới trường đại học này có ba người đoạt Giải Nobel:
- Ilya Ilyich Mechnikov (Y khoa, 1908)
- Lev Davidovich Landau (Vật lý, 1962)
- Simon Kuznets (Kinh tế, 1971)

## Tổ chức
Đại học Quốc gia Kharkiv được chia ra thành 16 khoa:
- Trường Sinh vật học
- Trường Địa chất và Địa lý
- Trường Kinh tế
- Trường Ngoại ngữ
- Trường Lịch sử
- Trường Toán học và Mechanical Engineering
- Trường Vật lý Phóng xạ
- Trường Xã hội học
- Trường Vật lý và Công nghệ
- Trường Vật lý
- Trường Triết học
- Trường Y khoa cơ bản
- Trường Hóa học
- Trường Đào tạo lại chuyên nghiệp
- Trung tâm Giáo dục Sinh viên quốc tế
- Trường Tâm lý học